# 美国法典第32编
美国法典第32编（英語：Title 32 of the United States Code）概述了美国法典中美国国民警卫队的作用。这是美国联邦政府启动国民警卫队的两种方式之一。根据第32编法典，国民警卫队仍受各州控制。
- 美國法典第32编第1章—组织机构
- 美國法典第32编第3章—人事
- 美國法典第32编第5章—训练
- 美國法典第32编第7章—服务、供应和采购
- 美國法典第32编第9章—国土保卫活动